# Çağlayan, Salıpazarı
Çağlayan là một xã thuộc huyện Salıpazarı, tỉnh Samsun, Thổ Nhĩ Kỳ. Dân số thời điểm năm 2010 là 319 người.